# TOS-1火箭炮
TOS-1“布拉提诺”（俄语：ТОС-1 Буратино - тяжёлая огнемётная система，重型喷火系统）为一款苏联以T-72底盘开发的220毫米30管（原设计，634工程/TOS-1M）或24管（634B工程或TOS-1A）多管火箭炮。TOS-1被设计为轻装甲自行火箭炮，用于打击开阔地区的防御工事，能發射殺傷力大的燃料空氣炸彈。其参与的第一场战斗为1988-1989年的苏联对阿富汗的战争中的潘杰希尔峡谷战斗。TOS-1第一次被公开是在1999年的鄂木斯克。
TOS-1的初時的使用单位并非俄罗斯陆军炮兵部队而是俄罗斯核生化防御部队。但在2022年俄羅斯入侵烏克蘭後則擴展至連俄羅斯空降軍也有使用。

## 開發
配備燃燒彈和溫壓彈頭的重型短程多管火箭炮的概念起始於70年代末。80年代初鄂木斯克运输机器制造厂開發了這一戰鬥系統，包括戰車、火箭彈以及裝填車，並命名為TOS-1，這一系統保密了相當長一段時間。
TOS-1可以用來進攻軍事部隊、設施及建築物，包括防禦工事。该火箭炮发射车與步兵和坦克協同作戰。發射車的大重量以及高級別的防護需求（最远射程仅3,500米）使設計人員最終選擇了T-72主戰坦克底盤。TZM裝填車則基於克拉斯-255B設計，該車裝配有一部起重機以用於對發射車的再裝填。
2001年，改進型TOS-1A系統進入服役。改進型射程加長到6,000米，其彈道計算機也有所升級，从TOS-1型的30管减少到24管。
其暱稱「布拉提諾」來自俄羅斯版的皮諾丘，名稱來源是發射器的“長鼻子”。

## 系统简介
TOS-1A系统包括以下部分：
- 1辆BM-1火箭弹发射车（俄语：БМ-1）（GABTU代号：634B工程）：基于T-72A底盘的24管无制导火箭弹发射车。每轮火箭弹发射时间为6-12秒。发射车安装有一套由弹道计算机、瞄准具以及1D14激光测距仪组成的火控系统。其他标准配置还包括车长TKN-3A视具、GPK-59导航系统、R-163-50U电台以及902G四发烟雾弹发射器。3名车组成员装备一把AKS-74、三把RPG-26以及10枚F-1手榴弹。BM-1基本配置与T-72坦克相同（三防系统、观测装置等），战斗全重39吨。
- 2辆TZM-T装填车（俄语：ТЗМ-Т）（GABTU代号：563工程）：配有一台10千牛起重机，每辆车携带2×12发备用火箭弹以及400升BM-1用燃油。TZM-T三名成员装备2把AKS-74、一把RPKS-74、5把RPG-26以及10枚F-1手雷。
- MO.1.01.04及MO.1.01.04M无制导火箭弹。弹长3.3米和3.7米，弹重173千克和217千克，射程2,700米。

## 使用國
- 乌克兰 - 至少8辆，俄乌战争中自俄军缴获，但沒有零件可以進行維修。
- - 18輛[4][5]
- 亞美尼亞 - 俄美雙邊武器交易的一部分[6]
- 伊拉克 - 12輛[7][8]
- - 3輛[9]
- 俄羅斯[10] - 大約15輛[11]
- 沙烏地阿拉伯[12]
- 叙利亚 - 1輛以上[13]
- 阿尔及利亚[14] [15]
- 新俄羅斯 - 1輛（歐洲安全與合作組織2015年9月報告稱曾於頓巴斯地區叛軍控制區內目擊）[16]